# Kanton Villebrumier
Kanton Villebrumier is een voormalig kanton van het Franse departement Tarn-et-Garonne. Kanton Villebrumier maakte deel uit van het arrondissement Montauban. Het werd opgeheven bij decreet van 27 februari 2014 met uitwerking op 22 maart 2015. Alle gemeenten werden opgenomen in het nieuwe kanton Tarn-Tescou-Quercy vert.

## Gemeenten
Het kanton Villebrumier omvatte de volgende gemeenten:
- Corbarieu
- Reyniès
- Saint-Nauphary
- Varennes
- Verlhac-Tescou
- Villebrumier (hoofdplaats)